# 레토 (영화)
《레토》(러시아어: Лето, 영어: Leto, 영어: Summer)는 2018년 개봉한 러시아의 전기 영화이다. 키릴 세레브렌니코프가 감독을 맡았다. 빅토르 초이의 젊은 시절을 다룬 작품이며, 한국 배우 유태오가 빅토르를 연기했다. 2018 칸 영화제 황금종려상 경쟁 후보작이다.

## 출연진
- 유태오 - 빅토르 초이 역
- 로만 빌릭 - 마이크 역
- 이리나 스타르셴바움 - 나타샤 역
- 안톤 아다신스키 - 아파트 주인 역
- 리야 아크헤드자코바 - 아파트 주인 역
- 알렉산데르 쿠즈네초프 - 회의론자 역
- 율리아 오그 - 안나 역
- 알렉산드르 바쉬로브 - 기차 안 화난 남자 역
- 니키타 에프레모프 - 밥 역

## 수상
- 2018년 제 71회 칸 영화제 칸 사운드트랙 필름어워드 상